# 165 av. J.-C.
Cette page concerne l'année 165 après JC
du calendrier julien proleptique.

## Événements
- 11 février (15 mars 589 du calendrier romain) : début à Rome du consulat de  Tiberius Manlius Torquatus et Cnaeus Octavius[1]
  - Prusias II de Bithynie envoie une ambassade à Rome conduite par Python pour se plaindre des empiétements de Pergame ; d’autres ambassades asiatiques amènent le Sénat à penser qu’Eumène traite avec Antiochos IV contre les intérêts de Rome[2].

- Printemps : 
  - Simon prend la tête de la révolte juive à la mort de son père Mattathias. Son frère Judas, surnommé Maccabée, en devient le chef militaire. Il tue Apollonius, accompagné d’un contingent païen et Samaritain dans une embuscade à Gophna et repousse une armée de secours commandée par Séron à la montée de Beth-Horon[3],[4].
  - Début d'une campagne d'Antiochos IV dans l'est[5].
- Été : une ambassade de Rhodes menée par Aristoteles est envoyée à Rome pour obtenir la restauration du traité d'alliance (fœdus). Le Sénat rejette la demande une nouvelle fois. Tiberius Sempronius Gracchus est envoyé en ambassade à Rhodes pour enquêter sur la situation[6].
- Septembre : bataille d'Emmaüs[3]
  - Antiochos IV, parti en Perse lever des impôts, laisse Lysias comme régent pour mettre fin à la Révolte des Maccabées. Nicanor, ami du roi secondé par Gorgias, est envoyé en expédition dans l'ouest des monts de Judée. Judas Maccabée rassemble ses troupes à Mizpa. Profitant de l’absence de Gorgias et de ses troupes d’élite, il attaque et détruit le camp de l’armée séleucide à Emmaüs[3].
- Octobre : les révoltés juifs demandent à Lysias que leur soit reconnu le droit de vivre selon leur Loi. Ils recherchent l’appui des légats romains Quintus Memmius et Titus Manilius, ce qui leur donne un répit[3].

- Les Yuezhi (Yue-tche) qui se sont fixés dans la vallée de l’Ili vers 174 av. J.-C. sont refoulés par les Wusun (Wou-souen) qui l’occupent[7]. Ils franchissent le Ferghana, la Sogdiane et finissent en Bactriane où, connus sous le nom de Tokhariens, ou Sakas, ils détruisent le royaume gréco-bactrien (130 av. J.-C.).